# Concepto de especie

Las Bacteria, Archaea y Eukaryota

El problema de las especies es el conjunto de preguntas que surgen cuando los biólogos intentan definir qué es una especie. Tal definición se llama concepto de especie; hay al menos 26 conceptos de especies reconocidos. Un concepto de especie que funciona bien para organismos que se reproducen sexualmente, como las aves, puede ser inútil para especies que se reproducen asexualmente, como las bacterias. El estudio científico del problema de las especies se ha denominado microtaxonomía.
Una pregunta común y complejo es: cuál es la mejor manera de decidir a qué especie pertenece un organismo, porque los grupos aislados reproductivamente pueden no ser fácilmente reconocibles y pueden estar presentes especies crípticas. Hay un continuo desde el aislamiento reproductivo sin mestizaje hasta la panmixis, mestizaje ilimitado. Las poblaciones pueden avanzar o retroceder a lo largo de este continuo, cumpliendo en cualquier punto los criterios para uno u otro concepto de especie y fallando en otros.
Muchos de los debates sobre las especies tocan cuestiones filosóficas, como el nominalismo y el realismo, y cuestiones de lenguaje y cognición.
El significado actual de la frase "problema de las especies" es bastante diferente de lo que Charles Darwin y otros entendían por ella durante el siglo XIX y principios del XX. Para Darwin, el problema de las especies era la cuestión de cómo surgían nuevas especies. Sin embargo, Darwin fue una de las primeras personas en cuestionar qué tan bien definidas están las especies, dado que cambian constantemente.

## Historia

### Antes de Darwin
La idea de que un organismo se reproduce dando a luz a un organismo similar, o produciendo semillas que se convierten en un organismo similar, se remonta a los primeros días de la agricultura. Si bien la gente tendía a pensar en esto como un proceso relativamente estable, muchos pensaban que el cambio era posible. El término especie se usó simplemente como un término para un tipo o clase de organismo, hasta que en 1686 John Ray introdujo el concepto biológico de que las especies se distinguían por producir siempre la misma especie, y esto era fijo y permanente, aunque era posible una variación considerable dentro de una especie. Carolus Linnaeus (1707-1778) formalizó el rango taxonómico de las especies e ideó el sistema de nombres de dos partes de la nomenclatura binomial, que es utilizado hoy en día. Sin embargo, esto no impidió los desacuerdos sobre la mejor forma de identificar las especies.
La historia de las definiciones del término especie revela que las semillas del debate moderno sobre las especies estaban vivas y creciendo mucho antes de Darwin.

La visión tradicional, que fue desarrollada por Cain, Mayr y Hull a mediados del siglo XX, afirma que hasta el 'Origen de las especies' por Charles Darwin tanto la filosofía como la biología consideraban a las especies como clases naturales invariables con características esenciales. Esta historia del 'esencialismo' fue adoptada por muchos autores, pero cuestionada desde el principio por una minoría... cuando Aristóteles y los primeros naturalistas escribieron sobre las esencias de las especies, se referían a 'funciones' esenciales, no esenciales 'propiedades'. Richards señaló [Richard A. Richards, The Species Problem: A Philosophical Analysis, Cambridge University Press, 2010] que Linnaeus vio a las especies como eternamente fijas en su primera publicación de 1735, pero solo unos años después descubrió hibridación como modo de especiación.

### De Darwin a Mayr
El famoso libro de Charles Darwin Sobre el origen de las especies (1859) ofreció una explicación de cómo evolucionan las especies, dado el tiempo suficiente. Aunque Darwin no proporcionó detalles sobre cómo las especies pueden dividirse en dos, vio la especiación como un proceso gradual. Si Darwin estaba en lo cierto, entonces, cuando se forman nuevas especies incipientes, debe haber un período de tiempo en el que aún no son lo suficientemente distintas como para ser reconocidas como especies. La teoría de Darwin sugería que a menudo no iba a haber un hecho objetivo del asunto, sobre si había una o dos especies.
El libro de Darwin provocó una crisis de incertidumbre para algunos biólogos sobre la objetividad de las especies, y algunos llegaron a preguntarse si las especies individuales podrían ser objetivamente reales, es decir, tener una existencia independiente del observador humano.
En las décadas de 1920 y 1930, la teoría de la herencia de Mendel y la teoría de la evolución por selección natural de Darwin se unieron en lo que se denominó la síntesis moderna . Esta conjunción de teorías también tuvo un gran impacto en la forma en que los biólogos piensan acerca de las especies. Edward Poulton anticipó muchas ideas sobre las especies que hoy en día son bien aceptadas y que más tarde fueron desarrolladas más completamente por Theodosius Dobzhansky y Ernst Mayr, dos de los arquitectos de la síntesis moderna. El libro de Dobzhansky de 1937 articuló los procesos genéticos que ocurren cuando las especies incipientes comienzan a divergir. En particular, Dobzhansky describió el papel crítico, para la formación de nuevas especies, de la evolución del aislamiento reproductivo .

### Concepto de especie biológicade Mayr
El libro de Ernst Mayr de 1942 fue un punto de inflexión para el problema de las especies. En él, escribió sobre cómo diferentes investigadores abordan la identificación de especies y caracterizó sus enfoques como conceptos de especie. Abogó por lo que se llamó el Concepto de especie biológica (BSC, del inglés Biological Species Concept), que una especie consiste en poblaciones de organismos que pueden reproducirse entre sí y que están reproductivamente aislados de otras poblaciones, aunque no fue el primero en definir "especie" sobre la base de la compatibilidad reproductiva. Por ejemplo, Mayr analiza cómo Buffon propuso este tipo de definición de "especie" en 1753. Theodosius Dobzhansky fue contemporáneo de Mayr y autor de un libro clásico sobre los orígenes evolutivos de las barreras reproductivas entre especies, publicado unos años antes que el de Mayr. Muchos biólogos dan crédito a Dobzhansky y Mayr conjuntamente por enfatizar el aislamiento reproductivo.
Después del libro de Mayr, se introdujeron unas dos docenas de conceptos de especies. Algunos, como el Concepto de Especies Filogenéticas (PSC, del inglés Phylogenetic Species Concept), fueron diseñados para ser más útiles que el BSC para describir especies. Muchos autores han pretendido "resolver" o "disolver" el problema de las especies. Algunos han argumentado que el problema de las especies es demasiado multidimensional para ser "resuelto" por un solo concepto. Desde la década de 1990, otros han argumentado que los conceptos destinados a ayudar a describir las especies no han ayudado a resolver el problema de las especies. Aunque Mayr promovió el uso del BSC en sistemática, algunos sistemáticos lo han criticado por no ser operativo. Para otros, el BSC es la definición preferida de especie. Muchos genetistas que trabajan en especiación prefieren el BSC porque enfatiza el papel del aislamiento reproductivo. Se ha argumentado que el BSC es una consecuencia natural del efecto de la reproducción sexual sobre la dinámica de la selección natural.

## Aspectos filosóficos

### Realismo
El realismo, en el contexto del problema de las especies, es la posición filosófica de que las especies son entidades reales independientes de la mente, clases naturales. Mayr, un defensor del realismo, intentó demostrar que las especies existen como categorías extramentales naturales. Mostró, por ejemplo, que los miembros de una tribu de Nueva Guinea clasifican 136 especies de aves, que los ornitólogos occidentales llegaron a reconocer de forma independiente:

Siempre he pensado que no hay refutación más devastadora de las afirmaciones nominalistas que el hecho mencionado anteriormente de que los nativos primitivos de Nueva Guinea, con una cultura de la Edad de Piedra, reconocen como especies exactamente las mismas entidades de la naturaleza que los taxónomos occidentales. Si las especies fueran algo puramente arbitrario, sería totalmente improbable que los representantes de dos culturas drásticamente diferentes llegaran a delimitaciones de especies idénticas.

Sin embargo, el argumento de Mayr ha sido criticado:

El hecho de que los seres humanos que observan de forma independiente vean casi las mismas especies en la naturaleza no muestra que las especies sean categorías reales y no nominales. Lo más que muestra es que todos los cerebros humanos están conectados con una estadística de grupo de percepción similar (Ridley, 1993). Desde este punto de vista, nosotros [los humanos] podríamos haber sido "conectados" de manera diferente y las diferentes especies ahora podrían estar conectadas de manera diferente a nosotros, de modo que no se puede decir que ninguna conexión sea "verdadera" o "verídica".

Otra posición del realismo es que las clases naturales están delimitadas por el mundo mismo al tener una propiedad única que es compartida por todos los miembros de una especie, y ninguno fuera del grupo. En otras palabras, una clase natural posee una característica esencial o intrínseca ("esencia") que es autoindividual y no arbitraria. Esta noción ha sido fuertemente criticada como esencialista, pero los realistas modernos han argumentado que, si bien las clases naturales biológicas tienen esencias, estas no necesitan ser fijas y son propensas a cambiar a través de la especiación. Según Mayr el aislamiento reproductivo o el entrecruzamiento "proporciona una vara de medir objetiva, un criterio completamente no arbitrario" y "describir una relación de presencia o ausencia hace que este concepto de especie no sea arbitrario". El BSC define las especies como "grupos de poblaciones naturales que se entrecruzan real o potencialmente, que están reproductivamente aisladas de otros grupos similares". Desde esta perspectiva, cada especie se basa en una propiedad (aislamiento reproductivo) que es compartida por todos los organismos de la especie que los distingue objetivamente.

### Nominalismo
Algunas variantes filosóficas del nominalismo proponen que las especies son solo nombres que las personas han asignado a grupos de criaturas, pero donde se dibujan las líneas entre las especies no refleja ningún punto de corte biológico subyacente fundamental. Desde este punto de vista, el tipo de cosas a las que la gente ha dado nombres no reflejan ninguna realidad subyacente. Entonces se sigue que las especies no existen fuera de la mente, porque las especies son simplemente abstracciones nombradas. Si las especies no son reales, entonces no sería sensato hablar del "origen de una especie" o de la "evolución de una especie". Recientemente, al menos en la década de 1950, algunos autores adoptaron este punto de vista y escribieron que las especies no son reales.
Michael Ghiselin planteó un contrapunto a los puntos de vista nominalistas con respecto a las especies, quien argumentó que una especie individual no es un tipo, sino un individuo real, una entidad real. Esta idea proviene de pensar en una especie como una población dinámica en evolución. Si se ve como una entidad, una especie existiría sin importar si la gente la ha observado o no y si se le ha dado un nombre o no.

### Pragmatismo
Un punto de vista alternativo popular, el pragmatismo, propugnado por filósofos como Philip Kitcher y John Dupré afirma que, si bien las especies no existen en el sentido de clases naturales, son conceptualmente reales y existen por conveniencia y para aplicaciones prácticas. Por ejemplo, independientemente de la definición de especie que se use, aún se puede comparar cuantitativamente la diversidad de especies entre regiones o décadas, siempre que la definición se mantenga constante dentro de un estudio. Esto tiene una importancia práctica en el avance de la ciencia de la biodiversidad y la ciencia ambiental.

### El lenguaje y el papel de los investigadores humanos
La crítica nominalista de la visión de que existen tipos de cosas plantea el papel que juegan los humanos en el problema de las especies. Por ejemplo, Haldane sugirió que las especies son solo abstracciones mentales.
Varios autores han notado la similitud entre "especie", como una palabra de significado ambiguo, y los puntos hechos por Wittgenstein sobre los conceptos de semejanza familiar y la indeterminación del lenguaje.
Jody Hey describió el problema de las especies como resultado de dos motivaciones contradictorias de los biólogos:
1. Categorizar e identificar organismos.
2. Comprender los procesos evolutivos que dan origen a las especies.

Según el primer punto de vista, las especies nos parecen tipos naturales típicos, pero cuando los biólogos se vuelven para entender las especies evolutivamente, se revelan como cambiantes y sin límites nítidos. Hey argumentó que no es realista esperar que una definición de "especie" satisfaga la necesidad de categorización y aún refleje las realidades cambiantes de las especies en evolución.

### Pluralismo y monismo
Muchos enfoques del problema de las especies han intentado desarrollar una única concepción común de lo que son las especies y de cómo deben identificarse. Se piensa que, si se pudiera desarrollar y acordar tal descripción monista de las especies, entonces el problema de las especies estaría resuelto. Por el contrario, algunos autores han abogado por el pluralismo, afirmando que los biólogos no pueden tener un solo concepto compartido de especie y que deberían aceptar múltiples ideas aparentemente incompatibles sobre las especies. Sin embargo, David Hull argumentó que era poco probable que las propuestas pluralistas realmente resolvieran el problema de las especies.

## Citaciones
- "Ningún término es más difícil de definir que 'especie', y en ningún punto los zoólogos están más divididos que en lo que debe entenderse por esta palabra". Nicholson (1872).[54]
- "Últimamente, la futilidad de los intentos de encontrar un criterio universalmente válido para distinguir las especies ha llegado a reconocerse de manera bastante general, aunque a regañadientes" Dobzhansky (1937).[12]
- “El concepto de especie es una concesión a nuestros hábitos lingüísticos y mecanismos neurológicos” Haldane (1956).[46]
- "Un aspecto importante de cualquier definición de especie, ya sea en neonología o paleontología, es que cualquier declaración de que individuos particulares (o especímenes fragmentarios) pertenecen a una determinada especie es una hipótesis (no un hecho)" Bonde (1977).[55]
- "El problema de las especies es el fracaso de larga data de los biólogos para ponerse de acuerdo sobre cómo debemos identificar las especies y cómo debemos definir la palabra 'especie'". Hey (2001).[49]
- "Primero, el problema de las especies no es principalmente empírico, sino que está plagado de preguntas filosóficas que requieren, pero no pueden resolverse con, evidencia empírica". Pigliucci (2003).[16]
- "Mostramos que aunque existen grupos fenotípicos discretos en la mayoría de los géneros [de plantas] (> 80 %), la correspondencia de las especies taxonómicas con estos grupos es pobre (< 60 %) y no hay diferencias entre plantas y animales. (...) Contrariamente a la sabiduría convencional, las especies de plantas son más propensas que las especies animales a representar linajes reproductivamente independientes". Rieseberg et al. (2006).[56]